# Tout ce que nous respirons
Pour plus de détails, voir Fiche technique et Distribution.
Tout ce que nous respirons (All That Breathes) est un film britannico-indo-américain réalisé par Shaunak Sen, sorti en 2022.

## Synopsis
À New Delhi, Saud et Nadeem, deux frères, tentent de sauver les milans noirs de la pollution.

## Fiche technique

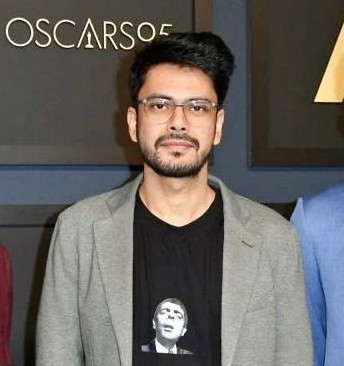
Shaunak Sen à la cérémonie des Oscars.

- Titre : Tout ce que nous respirons
- Titre original : All That Breathes
- Réalisation : Shaunak Sen
- Musique : Roger Goula
- Photographie : Ben Bernhard, Riju Das et Saumyananda Sahi
- Montage : Charlotte Munch Bengtsen et Vedant Joshi
- Production : Teddy Leifer, Aman Mann et Shaunak Sen
- Société de production : HBO Documentary Films, Submarine Deluxe, Sideshow, Kiterabbit Films, Rise Films et HHMI Tangled Bank Studios
- Société de distribution : HBO Documentary Films (États-Unis)
- Pays :  Royaume-Uni,  Inde et  États-Unis
- Genre : Documentaire
- Durée : 97 minutes
- Date de sortie : 
  - Royaume-Uni : 14 octobre 2022

## Distinctions
Le film a été nommé à l'Oscar du meilleur film documentaire.